# 多瑙奥尔马什
多瑙奥尔马什（匈牙利語：Dunaalmás）是匈牙利科马罗姆-埃斯泰尔戈姆州所辖的一个村。总面积14.77平方公里，总人口1627，人口密度110.2人/平方公里（2011年1月1日）。